# Eulomalus tardipes
Eulomalus tardipes är en skalbaggsart som först beskrevs av Lewis 1892.  Eulomalus tardipes ingår i släktet Eulomalus och familjen stumpbaggar. Inga underarter finns listade i Catalogue of Life.